# Valeriana fragilis
Valeriana fragilis är en kaprifolväxtart som beskrevs av Dominique Clos. Valeriana fragilis ingår i släktet vänderötter, och familjen kaprifolväxter. Inga underarter finns listade i Catalogue of Life.